# Février 2000

## Mardi1erfévrier2000
- France : la durée hebdomadaire du travail est ramenée à 35 heures pour les entreprises de plus de 20 salariés.

## Mercredi2 février 2000
- Autriche : formation du gouvernement de Wolfgang Schüssel comprenant des membres du parti d'extrême-droite de Jörg Haider.

## Dimanche6 février 2000
- Finlande : Tarja Halonen est élue présidente du pays. C'est la première femme à être présidente de la Finlande.
- Allemagne : le déraillement d'un train à Brühl, près de Cologne, fait huit morts et 149 blessés. L'accident serait dû au non-respect de la signalisation.

## Vendredi11 février 2000
- Irlande du Nord : en raison du refus le l'IRA provisoire de déposer les armes, Peter Mandelson suspend le gouvernement autonome d'Irlande du Nord.

## Lundi7 février 2000
- Stipe Mesic est élu président de Croatie avec 56,01 % des voix.

## Dimanche13 février 2000
- Rallye,  Marcus Gronholm remporte le rallye de Suède.

## Jeudi17 février 2000
- Microsoft : sortie officielle mondiale du système d'exploitation Windows 2000.

## Mardi22 février 2000
- Premier tour des élections législatives en Iran.

## Dimanche27 février 2000
- Rallye, Richard burns remporte le Rallye Safari.

## Mardi29 février 2000
- Calendrier : cette journée d'année bissextile est la dernière journée d'année bissextile centenaire jusqu'au 29 février 2400.

## Naissances
- 12 février : María Becerra, musicienne originaire de l'Argentine.
- 18 février : Yiánnis Michailídis, footballeur grec.
- 19 février : Sandy Baltimore, footballeuse française.
- 29 février : Jordan Rezabala, footballeur équatorien.

## Décès
- 23 février disparition de la chanteuse israélienne Ofra Haza.